# 하즈가불구
하즈가불구(아제르바이잔어: Hacıqabul rayonu)는 아제르바이잔 동부에 위치한 구로 행정 중심지는 하즈가불이며 면적은 1,640km2, 인구는 57,944명(1999년 기준)이다.